# Любовка (Пензенская область)
Любовка — деревня в Колышлейском районе Пензенской области России. Входит в состав Потловского сельсовета.

## География
Находится на правом берегу Хопра,  фактически юго-западная окраина с. Черкасск, в 2 км к северу от центра с. Старая Потловка.

## История
Основана между 1926 и 1939 гг. В 1940 г. — в составе Черкасского сельсовета, в 1959 г. — в составе Скрипицинского сельсоветов. В 1980-е годы — в составе Потловского сельсовета.

## Население
| 1939 | 1959 | 1979 | 1989 | 1996 | 2002 |
| ---- | ---- | ---- | ---- | ---- | ---- |
| 59   | ↗65  | ↘32  | ↘8   | ↗9   | ↘5   |
| 2010 |      |      |      |      |      |
| ↗6   |      |      |      |      |      |

## Инфраструктура
Личное подсобное хозяйство. На 2020 год — база частного фермерского хозяйства.